# Río Robo
El río Robo es un curso de agua del norte de la península ibérica, afluente del Arga. Discurre por la provincia española de Navarra.

## Curso
Discurre por la Comunidad Foral de Navarra. El río termina desembocando en el río Arga tras pasar junto a la localidad de Puente la Reina. Aparece descrito en el decimotercer volumen del Diccionario geográfico-estadístico-histórico de España y sus posesiones de Ultramar de Pascual Madoz con las siguientes palabras:

ROBO: r. de la prov. de Navarra, part. jud. de Pamplona: nace al N. de Uterga, aumenta su caudal con las aguas que recibe de Auriz por E. y de Uterga por O., corre luego al S. atravesando el valle de Ilzarbe y dejando á Obanos á la der.; continúa desde aquí con poca inclinacion hasta las inmediaciones de Puente la Reina, donde tuerce de repente su direccion hacia el O., y dejando la villa sobre la izq., pasa á su vista y se introduce en el r. Arga.
(Madoz, 1849, p. 527)

Las aguas del río, perteneciente a la cuenca hidrográfica del Ebro, acaban vertidas en el mar Mediterráneo.